# Tennistoernooi van Dubai 2023
Het tennistoernooi van Dubai van 2023 werd van zondag 19 februari tot en met zaterdag 4 maart 2023 gespeeld op de hardcourtbuitenbanen van het Aviation Club Tennis Centre in Dubai, de hoofdstad van het gelijknamige emiraat in de Verenigde Arabische Emiraten. De officiële naam van het toernooi was Duty Free Tennis Championships.
Het toernooi bestond uit twee delen:
- WTA-toernooi van Dubai 2023, het toernooi voor de vrouwen (19–25 februari)
- ATP-toernooi van Dubai 2023, het toernooi voor de mannen (27 februari–4 maart)

| WTA               | februari 2023 | februari 2023 | februari 2023 | februari 2023 | februari 2023 | februari 2023 | februari 2023 |
| WTA               | zon 19        | maa 20        | din 21        | woe 22        | don 23        | vrĳ 24        | zat 25        |
| ----------------- | ------------- | ------------- | ------------- | ------------- | ------------- | ------------- | ------------- |
| vrouwenenkelspel  | 1e ronde      | 1e ronde      | 2e ronde      | 3e ronde      | kwartfinale   | halve finale  | finale        |
| vrouwendubbelspel | 1e ronde      | 1e ronde      | 2e ronde      | 2e ronde      | kwartfinale   | halve finale  | finale        |

| ATP              | februari 2023 | februari 2023 | maart 2023 | maart 2023 | maart 2023  | maart 2023   | maart 2023 |
| ATP              | maa 27        | din 28        | woe 1      | woe 1      | don 2       | vrĳ 3        | zat 4      |
| ---------------- | ------------- | ------------- | ---------- | ---------- | ----------- | ------------ | ---------- |
| mannenenkelspel  | 1e ronde      | 1e ronde      | 2e ronde   | 2e ronde   | kwartfinale | halve finale | finale     |
| mannendubbelspel | 1e ronde      | 1e ronde      | 1e ronde   | 2e ronde   | 2e ronde    | halve finale | finale     |

ATP-toernooi van Dubai – WTA-toernooi van Dubai

2001 · 2002 · 2003 · 2004 · 2005 · 2006 · 2007 · 2008 · 2009 · 2010 · 2011 · 2012 · 2013 · 2014 · 2015 · 2016 · 2017 · 2018 · 2019 · 2020 · 2021 · 2022 · 2023 · 2024 · 2025